# Mashadi Jamil Amirov
Mashadi Jamil Amirov (en azerí: Məşədi Cəmil Əmirov; Şuşa, 1875 – Ganyá, 1928) fue intérprete de tar, compositor de Azerbaiyán.

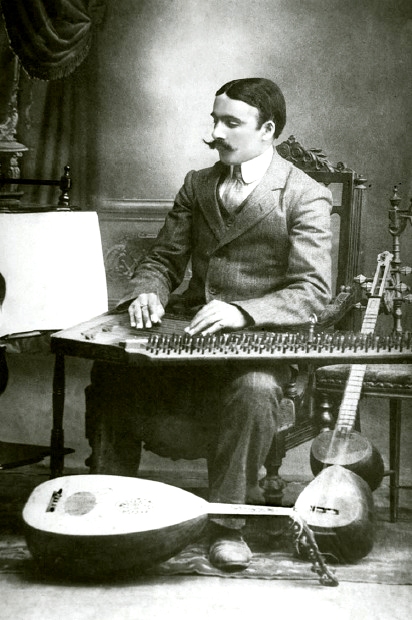

## Biografía
Mashadi Jamil Amirov nació en 1875 en Şuşa. Recibió su primer educación en madrasa. En 1907 se mudó a Ganyá. Él interpretó con los famosos cantantes de mugam de Azerbaiyán, Mashadi Mammad Farzaliyev, Musa Shushinski, Bulbul, Seyid Shushinski. En 1910 recibió una invitación a la Empresa “Grammafon” en Riga. En 1911 se fue a Turquía para recibir una educación musical. Dos años vivió y estudió en Estambul. En estos años aprendió tocar el qanun y ud.
Él también fue autor de  dos óperas. En 1923 creó la escuela de música en Ganyá. Mashadi Jamil Amirov murió en 1928 y fue enterrado en Ganyá.